# Expo 2000
Expo 2000 este o melodie compusă de Kraftwerk. La început, a fost de fapt un slogan pentru convenția Expo 2000 din Hannover, Germania, care pe urmă a fost transformat în piese mai lungi, cu muzică și versuri adiționale.
Single-ul "Expo 2000" a fost lansat pe CD și vinil 12" în decembrie 1999 de casa de discuri EMI în Germania, și în ianuarie 2000 în alte părți din Europa. A atins poziția #27 în topul single-urilor din Marea Britanie în martie 2000.
În Noiembrie 2000 a fost lansată o colecție de remix-uri pentru acest single, cu contribuții de la diverși producători, incluzându-l pe vechiul colaborator al trupei, Francois Kenvorkian, și membrii grupului din Detroit, Underground Resistance.
Ambele single-uri au fost combinate și lansate ca un CD-single de casa de discuri Astralwerks în SUA, în Octombrie 2001.

## Scurt istoric
Tema originală de "Expo" a fost o voce tipică a vocoder-ului kraftwerkian, care cânta fraza "Expo 2000" în șase limbi: germană, engleză, franceză, rusă, spaniolă și japoneză. În total, melodia dura 30 de secunde. Această versiune a fost valabilă doar pentru download și inclusă doar în suvenirul CD "Expo 2000" oficial inițial.
Sloganul a fost folosit în timpul convenției "Expo 2000", după cum spune site-ul oficial Expo 2000, "pentru a anunța opririle în autobuze, trenuri sau avioane, când erau prezentate premii sau nominalizări, în cadrul conferințelor de presă, transmisiunilor radio sau TV, ca o melodie de bun venit pe internet, ca muzică pentru centrul de apel Expo și ca un semnal de intermisie la toate evenimentele Expo".
A apărut și un criticism în Germania, legat de prețul peste măsură oferit pentru o piesă mult prea simplă ca aceasta (aproximativ 204.500€).

## Lista melodiilor

### Expo 2000
1. Expo 2000 (Radio Mix)
2. Expo 2000 (Kling Klang Mix 2000)
3. Expo 2000 (Kling Klang Mix 2002)
4. Expo 2000 (Kling Klang Mix 2001)

Notă: CD-ul din Marea Britanie a inclus si videoclipul Expo2000 dar versiunea mix-ului 2001 a fost mai scurtă.

### Expo Remix
- 1. Expo 2000 (Orbital Mix)
- 2. Expo 2000 (Francois Kenvorkian & Rob Rives Mix)
- 3. Expo 2000 (DJ Rolando Mix)
- 4. Expo 2000 (Underground Resistance Mix)
- 5. Expo 2000 (Underground Resistance Infiltrated Mix)
- 6. Expo 2000 (Underground Resistance Thought 3 Mix)